# Trepa Coqueiro
Trepa Coqueiro é uma escola de samba de Portugal, sediada em Estarreja.
Foi tricampeã nacional entre 2010 e 2012.

## Intérprete
| Período | Nome                                                                                   | Ref.  |
| ------- | -------------------------------------------------------------------------------------- | ----- |
| 2020    | Alexandre Camões, Paulo Sanhudo, Dinis Pinto, Pedro Salsa, Tiago Fonseca e João Castro | [ 1 ] |

## Carnavais
| Trepa Coqueiro | Trepa Coqueiro    | Trepa Coqueiro | Trepa Coqueiro | Trepa Coqueiro | Trepa Coqueiro |
| Ano            | Colocação         | Enredo | Carnavalesco   | Ref            |                |
| -------------- | ----------------- | --- | -------------- | -------------- | -------------- |
| 1990           | Campeã            | |                |                |                |
| 1991           |                   | |                |                |                |
| 1992           | 4º lugar          | |                |                |                |
| 1993           | Vice-campeão      | |                |                |                |
| 1994           | Campeã            | |                |                |                |
| 1995           | Campeã            | |                |                |                |
| 1996           | Vice-campeão      | |                |                |                |
| 1997           | Campeã            | |                |                |                |
| 1998           | 3º lugar          | |                |                |                |
| 1999           | Campeã            | |                |                |                |
| 2000           | 3º lugar          | Até quem não é |                |                |                |
| 2001           | 3º lugar          | As Cidades de Ouro, o Trepa e os Incas |                |                |                |
| 2002           | Campeã            | |                |                |                |
| 2003           | 3º lugar          | |                |                |                |
| 2004           | 4º lugar          | |                | [ 2 ]          |                |
| 2005           | Vice-campeão      | |                | [ 3 ]          |                |
| 2006           | 3º lugar          | |                | [ 4 ]          |                |
| 2007           | Vice-campeão      | |                | [ 5 ]          |                |
| 2008           | Vice-campeão      | |                | [ 6 ]          |                |
| 2009           | Vice-campeão      | |                | [ 7 ]          |                |
| 2010           | Campeã (Nacional) | Da Ousadia da Invasão... À Edificação de um Novo Império |                | [ 8 ] [ 9 ]    |                |
| 2011           | Campeã (Nacional) | O número 7 é sagrado, perfeito e poderoso |                | [ 10 ] [ 11 ]  |                |
| 2012           | Campeã (Nacional) | Todos são marionetas da sua própria imaginação; que comece o Teatro da Vida! |                | [ 12 ] [ 13 ]  |                |
| 2013           | Vice-campeã       | Se chorei ou se sorri, o importante é que emoções eu vivi... |                | [ 14 ]         |                |
| 2014           | 4º lugar          | Num doce balanço ao ritmo do Trepa Compositor(es): Cláudio "Caneca", Diogo Rafael Pinho e Alexandre Camões Interprete(s): Alexandre Camões, Paulo Sanhudo, Dinis Pinto, Carlos "Nito" Santos, Miguel "Snoopy" Ferreira, João Pedro |                | [ 15 ]         |                |
| 2015           | 3º lugar          | Deixa voar bem alto a fantasia! Sem ilusões, o mundo o que seria? Compositor(es): Dinis Pinto, Hugo Pinto e Raul Custódio |                | [ 16 ] [ 17 ]  |                |
| 2016           | 4º lugar          | De rei e louco, todos temos um pouco Compositor(es): Renato Guimarães, Rodrigo Ventura, Miguel Bruno |                | [ 18 ]         |                |
| 2017           | Vice-campeã       | A Volta Da Vitória Compositor(es): Renato Guimarães, Rodrigo Ventura e Miguel Bruno |                | [ 19 ]         |                |
| 2018           | 4º lugar          | TEMPO - A máquina de fazer história... Compositor(es): Carlos Pinho, Júlio Assis e Samir Trindade Intérprete(s): Alexandre Camões, Paulo Sanhudo, Pedro Salsa, Miguel Ferreira, João Castro e Tiago Fonseca                        |                | [ 20 ]         |                |
| 2019           | Campeã            | Rir é o melhor remédio! Compositor(es): Carlos Pinho, Lucas Donato Intérprete(s): Alexandre Camões, Paulo Sanhudo, Dinis Pinto, Pedro Salsa, Tiago Fonseca e João Castro                                                           | Nuno Sardine   | [ 21 ] [ 22 ]  |                |
| 2020           | Vice-campeã       | Acreditar não acredito. Mas que as há , há ! Compositores: Carlos Pinho, Lequinho da Mangueira e Lucas Donato. | Nuno Sardine   | [ 23 ] [ 1 ]   |                |